# Faisal Halim
Muhammad Faisal bin Abdul Halim (ur. 7 stycznia 1998 w Mengkuang Titi w stanie Penang) – malezyjski piłkarz grający na pozycji napastnika w klubie Selangor oraz reprezentacji Malezji.

## Kariera
Faisal Halim juniorską karierę spędził w rezerwach klubu Penang. W dorosłej drużynie nie zagrał jednak ani razu. W 2016 został zawodnikiem Sri Pahang. W 2018 wygrał z klubem Malaysia FA Cup. W 2021 przeniósł się do Terengganu. 22 grudnia 2022 podpisał kontrakt z Selangor.
W reprezentacji Malezji zadebiutował 2 czerwca 2019 w meczu z Nepalem. Pierwszą bramkę zdobył 27 maja 2022 w towarzyskim meczu z Brunei.